# الشرك في القديم والحديث
 الشرك في القديم والحديث هو كتاب إسلامي ألفه العالم الإسلامي البنغلاديشي أبوبكر محمد زكريا. وقد نشرت مكتبة رشد بالمملكة العربية السعودية الكتاب عام 2001م. والكتاب عبارة عن عمل تفصيلي عن أشكال الشرك المختلفة في نظر الإسلام من الماضي إلى الحاضر. يحظى الكتاب بشعبية كبيرة في الوطن العربي باعتباره كتابًا أكاديميًا، وقد استخدمه العديد من العلماء كمرجع في كتبهم ومقالاتهم المكتوبة ومنهم علي الصلابي. كان الكتاب في الأصل بمثابة بحث دكتوراه للمؤلف وتم نشره في مجلة الجامعة الإسلامية بالمدينة المنورة. في وقت لاحق تم نشره مجتمعة في كتاب. ويناقش الكتاب أيضًا الإلحاد باعتباره شركًا.

## روابط خارجية
- الكود الموحد الكامل للكتاب في مكتبة شاملة
- الكتاب كاملا (pdf) على موقع IslamHouse.com